# Parc de l'Académie Forestière
 (octobre 2024).
Le parc de l'Académie forestière est un parc situé dans le District de Vyborg à Saint-Pétersbourg.
Le Jardin Botanique du Parc de l'Académie Forestière, avec le site du Jardin Botanique, est une zone naturelle spécialement protégée d'importance fédérale. Il couvre une surface de 51 hectares. 

## Histoire
Au début du XIXe siècle, sur le site du parc moderne de l'Académie forestière, se trouvait une ferme agricole exemplaire de l'Anglais A. Davidson. Elle a été confisquée par l'État pour non-paiement des dettes d'emprunt. En 1811, l'Institut forestier, qui a déménagé de Tsarskoïe Selo, était situé sur ce territoire.
Un parc a été aménagé autour du bâtiment de l'établissement. Il a été fondé comme base de formation pour l'institut et un grand nombre d'espèces d'arbres y ont poussé.
En 1943, le poste de commandement de la Neva est construit dans le parc. Plusieurs étangs du parc sont formés de cratères d'obus laissés après la guerre.

## Lieux
- Lieu du duel entre Novosiltsev et Tchernov.
- Les tombes de Dmitri Nikiforovitch Kaigorodov, Egbert Ludvigovich Wolf et Mikhaïl Elevferevich Tkachenko.
- Le monument aux héros de la Révolution d'Octobre est une fosse commune dans laquelle, selon diverses sources, seraient enterrées de 14 à 25 personnes. Le 6 novembre 1917, les ouvriers de la Garde rouge morts dans les combats du 26 au 31 octobre contre les troupes de Krasnov avançant sur Petrograd furent enterrés ici ; le 30 août 1918, les marins du détachement expéditionnaire de la flotte Baltique, morts dans les combats avec les troupes des pays de l'Entente qui débarquèrent à Arkhangelsk y furent également enterrées[2].

## Galerie

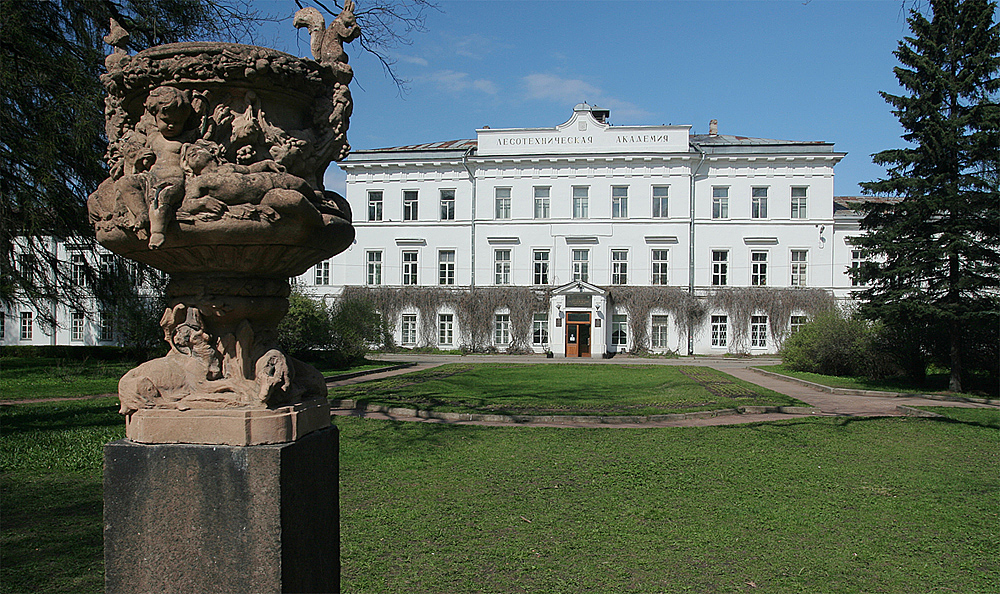
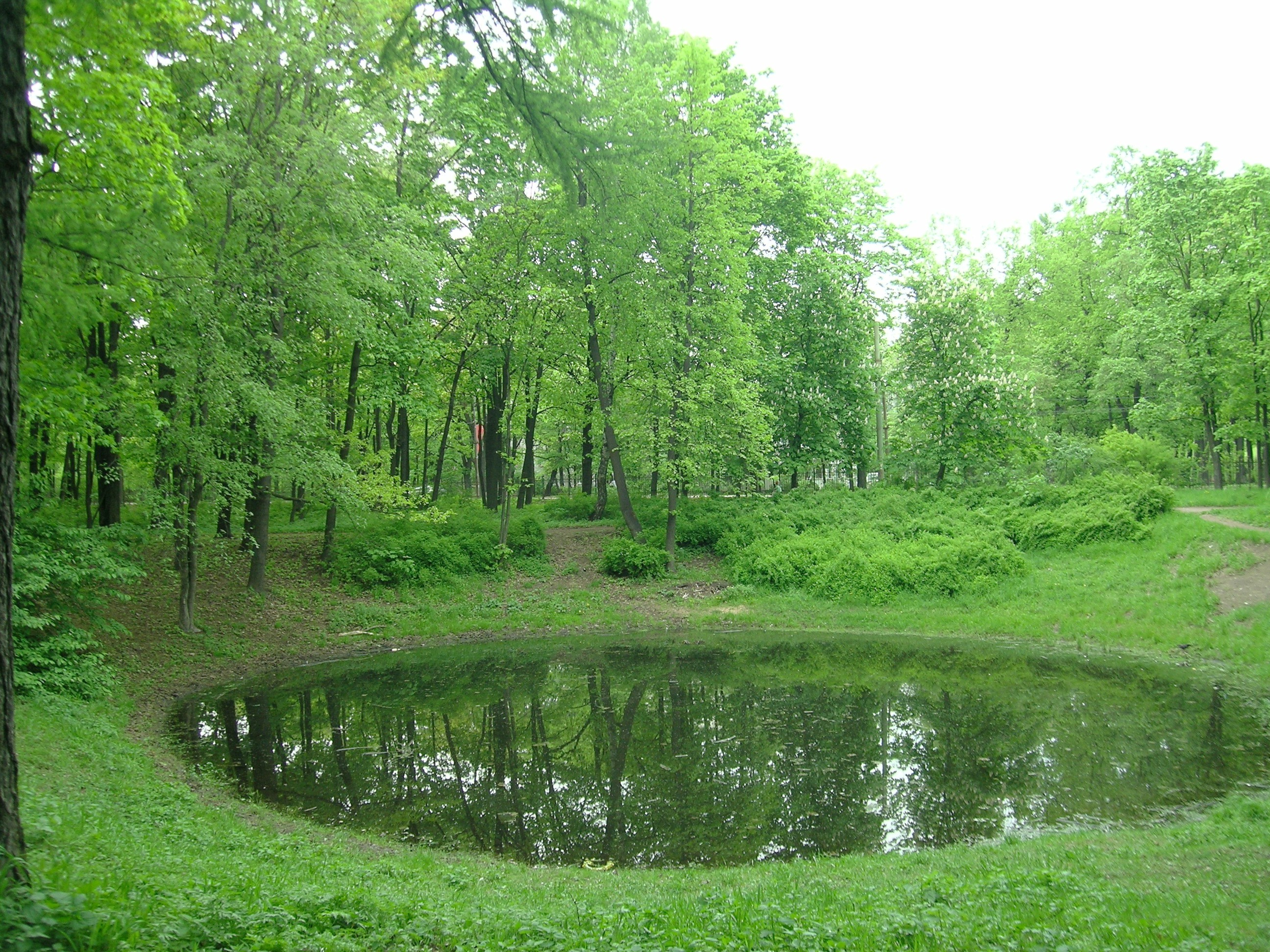
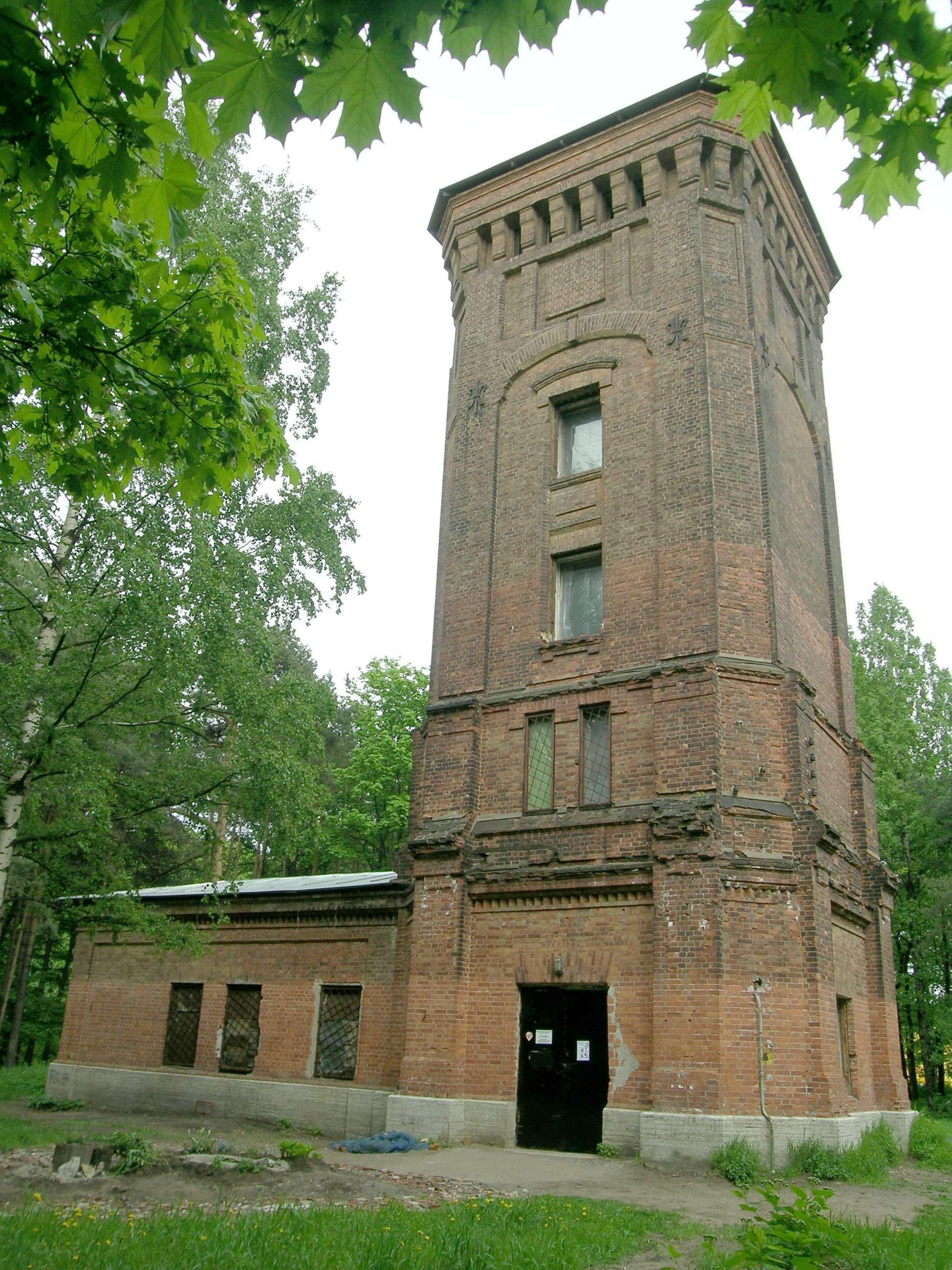
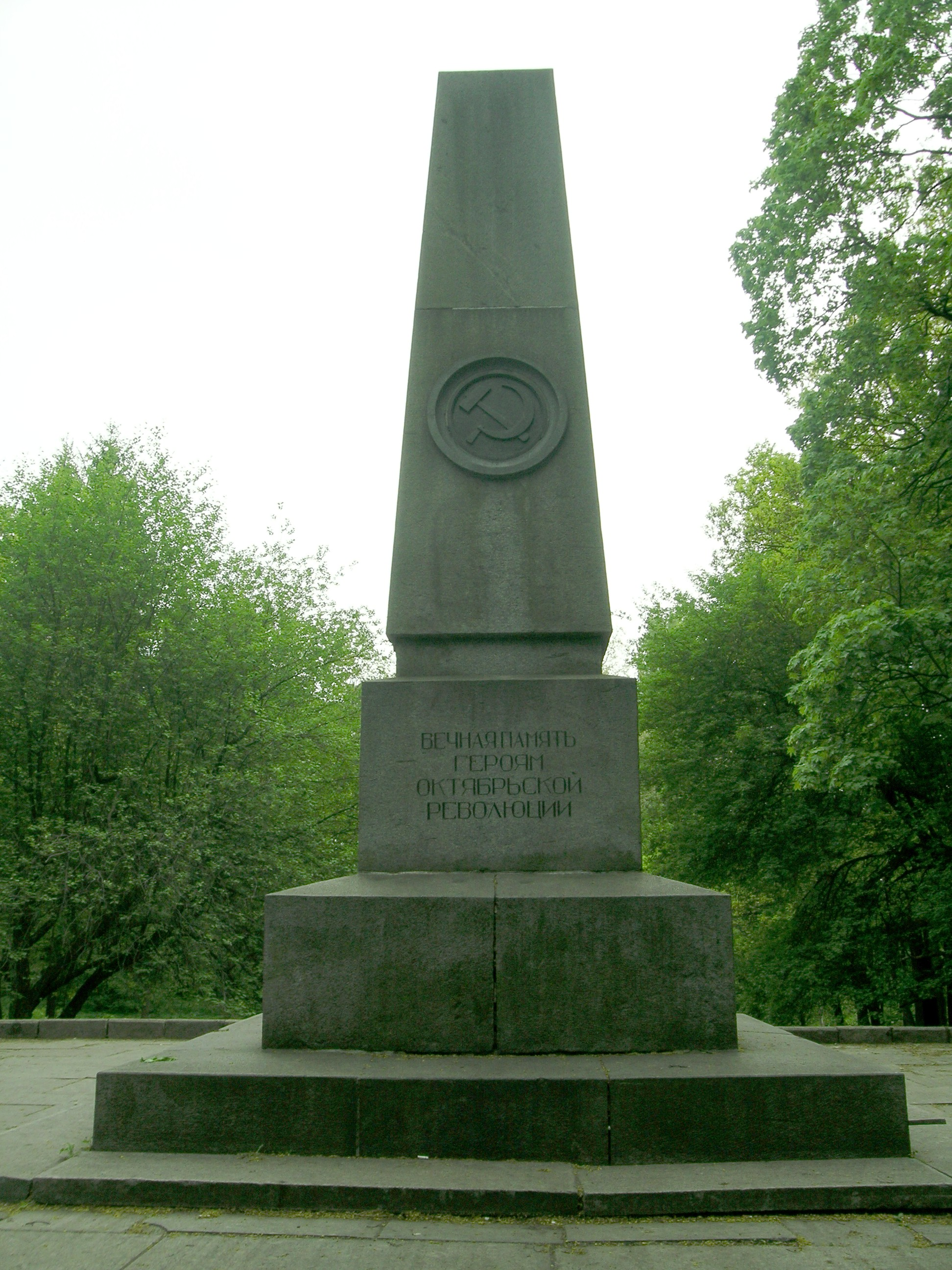
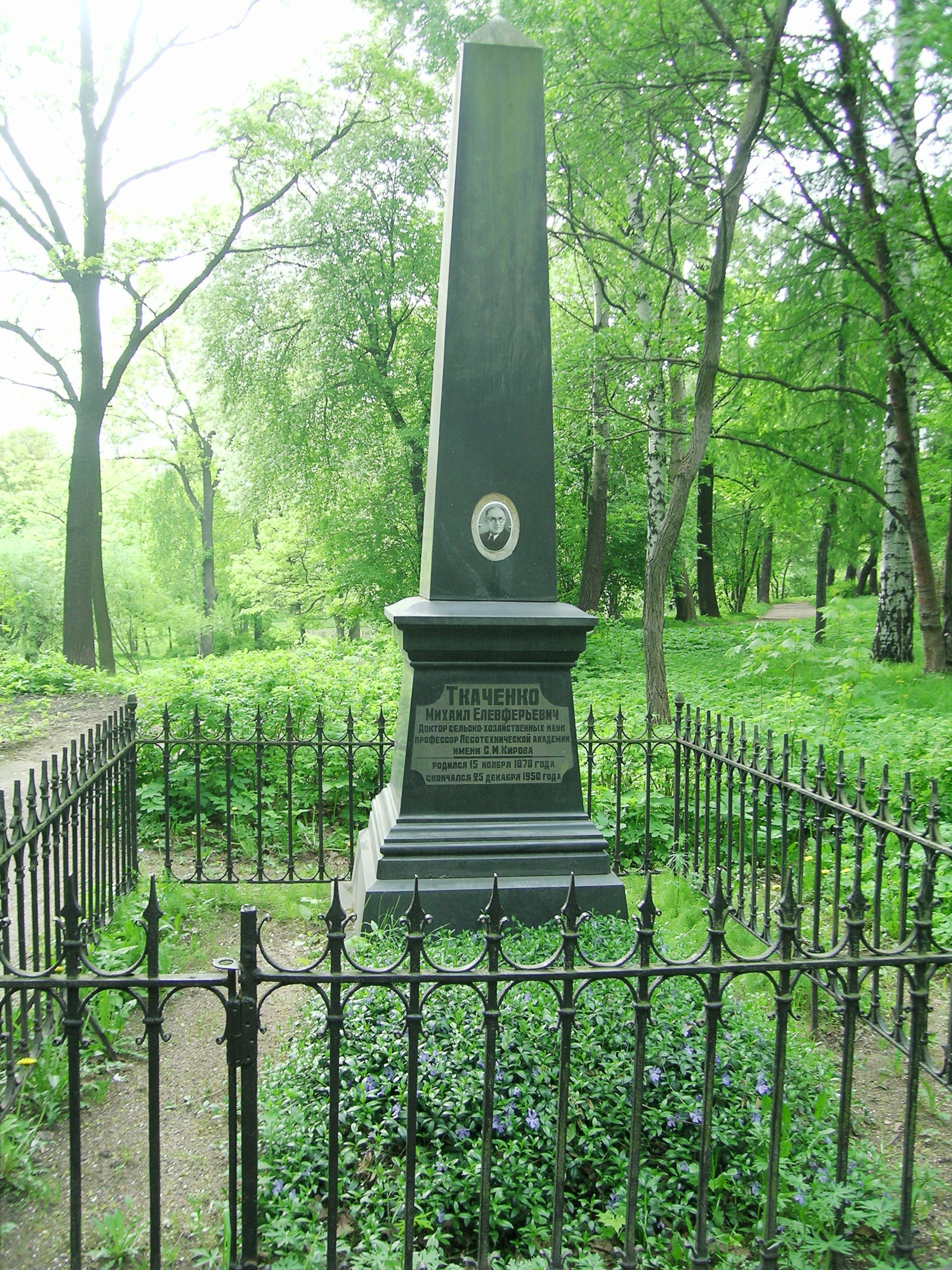
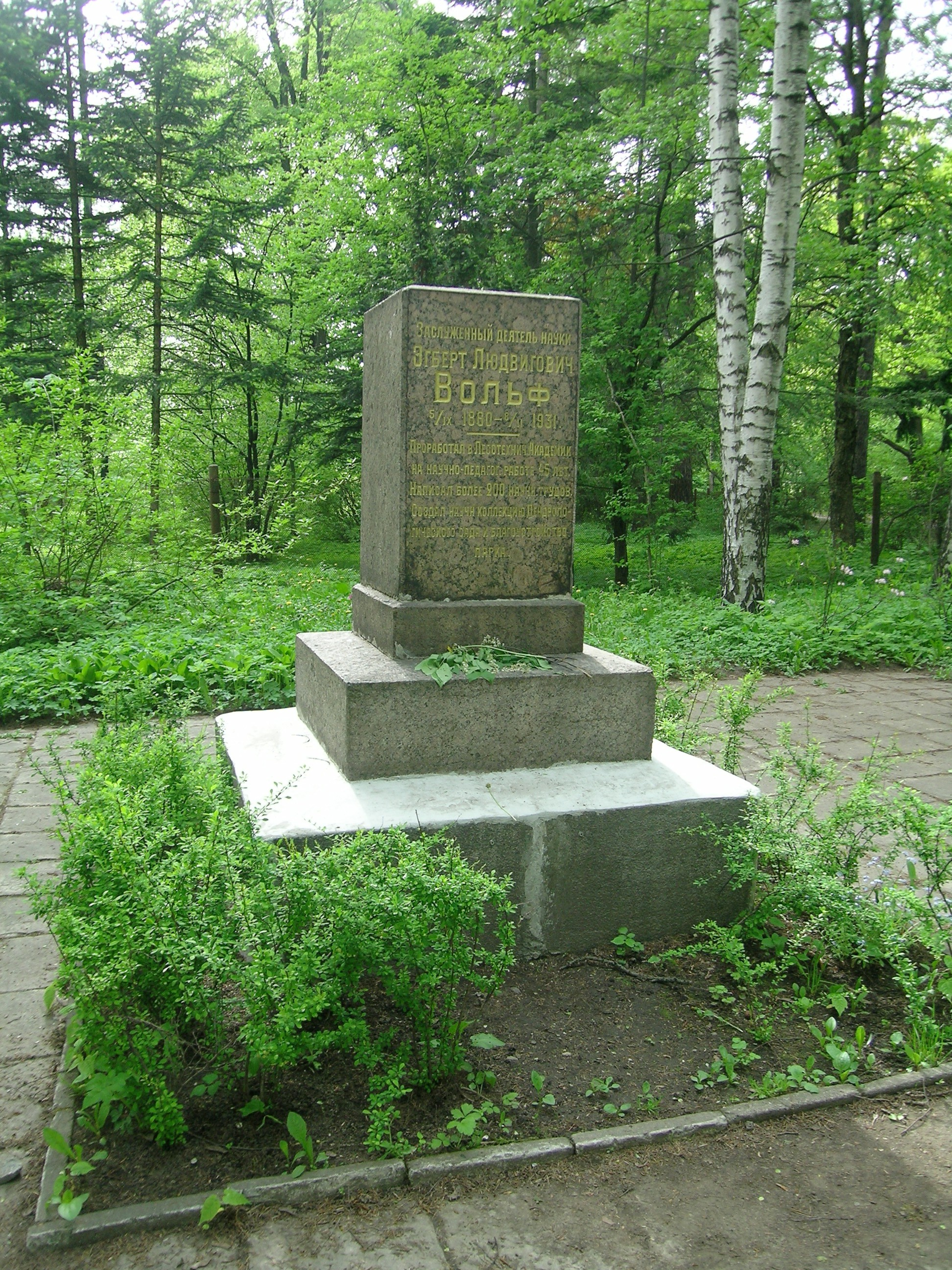
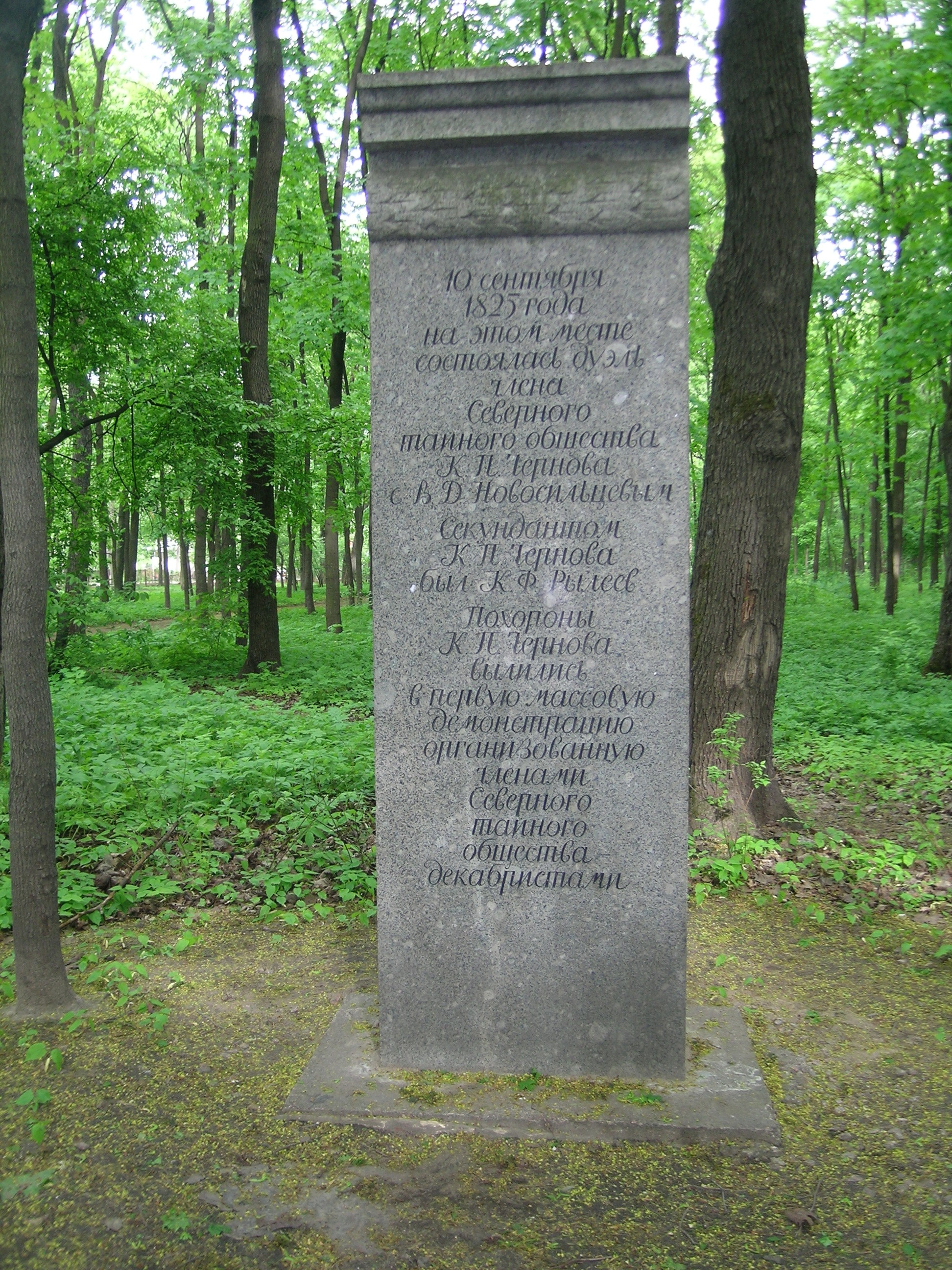
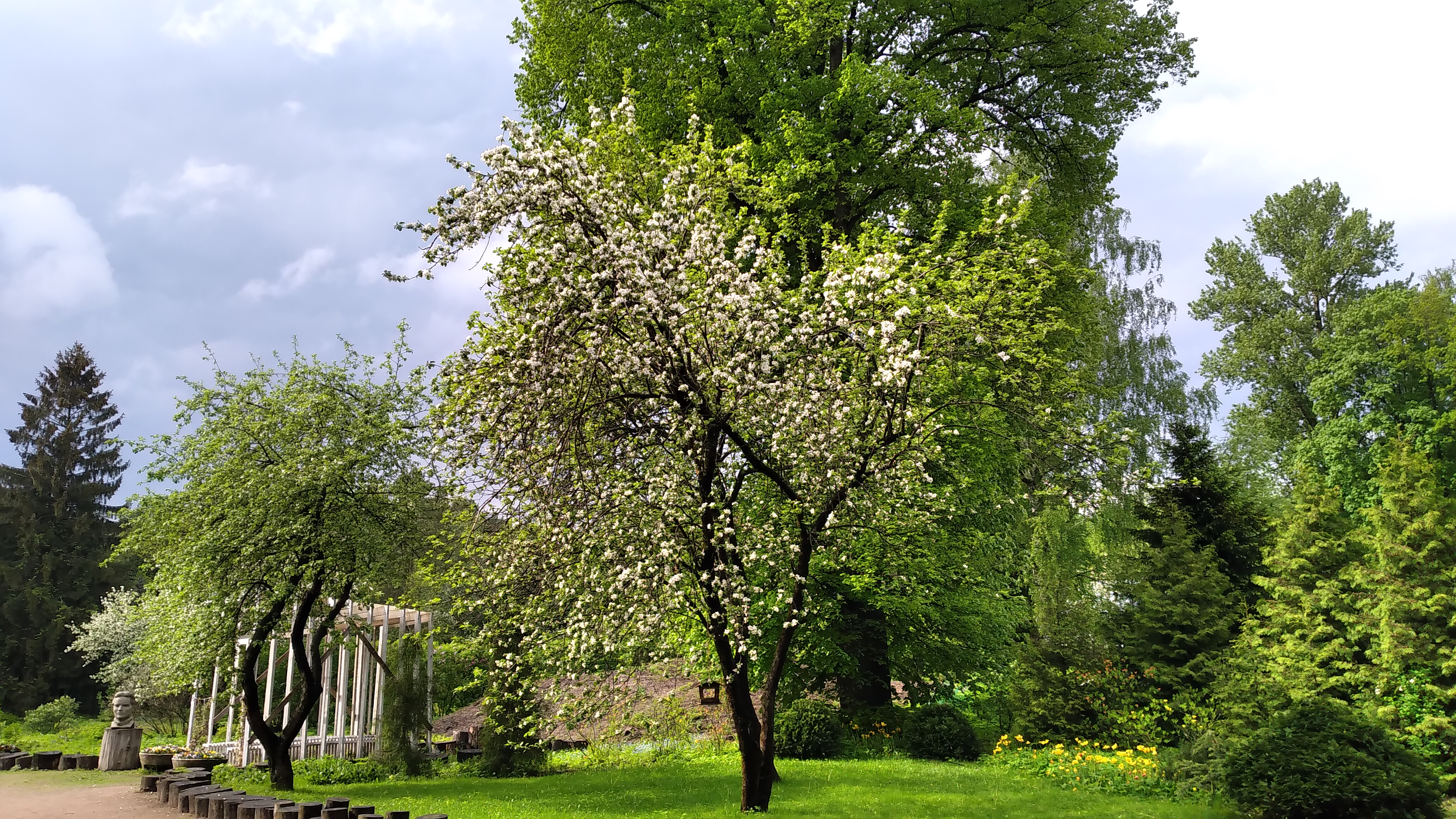